# Quelqu'un m'a dit
Quelqu'un m'a dit è il primo album in studio della cantautrice italiana naturalizzata francese Carla Bruni, pubblicato nel 2002

## Descrizione
Il disco si contraddistingue per uno stile molto semplice composto per lo più da voce e chitarra, ed è cantato interamente in francese. L'unica traccia cantata in parte in italiano è Le ciel dans une chambre, cover della canzone Il cielo in una stanza di Gino Paoli, resa celebre dall'interpretazione di Mina.
Il disco, pubblicato in Francia nel 2002, è uscito in Italia nel 2003.

## Tracce
Testi e musiche di Carla Bruni, eccetto dove indicato.
1. Quelqu'un m'a dit – 2:46 (testo: Carla Bruni e Carax Léos – musica: Carla Bruni)
2. Raphaël – 2:25
3. Tout le monde – 3:17
4. La noyée – 4:00 (Serge Gainsbourg)
5. Le toi du moi – 3:21
6. Le ciel dans une chambre – 4:48 (Gino Paoli – adattamento in francese: Carla Bruni)
7. J'en connais – 2:34
8. Le plus beau du quartier – 3:30
9. Chanson triste – 3:31
10. L'excessive – 3:04
11. L'amour – 3:06
12. La dernière minute – 1:02